# Live (Erykah Badu)
Live è un album discografico live della cantautrice statunitense Erykah Badu, pubblicato nel 1997.

## Tracce
1. Rimshot (Intro) (Erykah Badu, Madukwu Chinwah) – 3:48
2. Otherside of the Game (Badu, Bro.Questlove, Richard Nichols, James Poyser, The Roots) – 8:21
3. On & On (Badu, Jaborn Jamal) – 5:25
4. Reprise – 2:13
5. Appletree (Badu, Robert Bradford) – 2:54
6. Ye Yo (Badu) – 6:07
7. Searching (Roy Ayers) – 4:26
8. Boogie Nights/All Night (James A. Johnson, Rodney L. Temperton) – 6:03
9. Certainly (Badu, Chinwah) – 7:06
10. Stay (Richard Calhoun, Chaka Khan) – 4:58
11. Next Lifetime (Interlude) (Badu, Tone The Backbone [Anthony Scott]) – 1:30
12. Tyrone (Badu, Norman "Keys" Hurt) – 3:56
13. Next Lifetime (Badu, Tone the Backbone [Anthony Scott]) – 12:05
14. Tyrone [Extended Version] (Badu, Hurt) – 5:40

## Classifiche
| Classifica (1997) | Posizione raggiunta |
| ----------------- | ------------------- |
| Stati Uniti       | 4                   |